# Photographe plasticien
 (avril 2013).
Si vous disposez d'ouvrages ou d'articles de référence ou si vous connaissez des sites web de qualité traitant du thème abordé ici, merci de compléter l'article en donnant les références utiles à sa vérifiabilité et en les liant à la section « Notes et références ».
Un photographe plasticien est un photographe qui, dans le cadre de la photographie plasticienne, s'attache à se servir du moyen média (comme le tirage, les effets lumières, et d'autres techniques artistiques etc.) comme forme d'expression primaire ou secondaire.
Les techniques de virages partiels et de colorisation peuvent donner une idée de ce qu'est la photographie plasticienne mais il n'y a pas que ces techniques. La matière même du tirage argentique sert de support à l'émotion et à l'art en général.